# Gangan Wing
Gangan Wing Mensual (刊ガンガンWING月?) fue una revista de cómics y manga cuya demografía es shōnen publicada mensualmente en Japón desde 1996 hasta la edición del mes de mayo año de 2009, vendida el 21 de marzo de ese año, donde fue posteriormente reemplazada por Gangan Joker propiedad de Square Enix.

## Historia

### Redactores jefe (presidentes)
- Hosaka Yoshihiro (fue el fundador de Gangan Wing, ahora presidente de Mag Garden).
- Yukinori Miyamoto (segundo redactor jefe y fundador de Gangan Powered).
- Kenichi Kubota (tercer y último redactor jefe y fundador de Gangan Joker).

## Serializaciones

### Manga
- Alice on Deadlines (Shiro Ihara)
- Brothers (Yoshiki Naruse)
- Aphorism (Karuna Kujo)
- Ark (Nea Fuyuki)
- Dear (Cocoa Fujiwara)
- Chokotto Hime (Ayami Kazama)
- Enchanter (Izumi Kawachi)
- Fire Emblem Hikari wo Tsugumono (Nea Fuyuki)
- Higurashi no Naku Koro ni: Watanagashi-hen and Meakashi-hen (Yutori Hōjō, Ryukishi07)
- Ignite (Sasa Hiiro)
- Kon Jirushi (Toyotaro Kon)
- Mahoraba (Akira Kojima)
- Majipikoru (Kanoto Kinatsu)
- Natsu no Arashi! (Jin Kobayashi)
- NecromanciA (Hamashin)
- Otoshite Appli Girl (Kako Mochizuki)
- Sai Drill (Izumi Kawachi)
- Sengoku Strays (Shingo Nanami)
- Seto no Hanayome (Tahiko Kimura)
- Stamp Dead (Kanoto Kinatsu)
- Shyo Shyo Rika (Takumi Uesugi)
- Tales of Eternia (Yoko Koike) (terminada)
- Tenshou Yaoyorozu (Kanoto Kinatsu)
- Tokyo Innocent (Naru Narumi)
- Vampire Savior: Tamashii no Mayoigo (Mayumi Azuma) (terminada)
- Warasibe (Satoru Matsuba)
- Watashi no Messiah-sama (Suu Minazuki)
- Watashi no Ookami-san (Cocoa Fujiwara)